# Steffen Brand
Pour les articles homonymes, voir Brand.
Steffen Brand (né le 10 mars 1965 à Recklinghausen) est un athlète allemand spécialiste du 3 000 m steeple. Il a représenté l'Allemagne de l'Ouest jusqu'à la réunification allemande.

## Biographie

### Palmarès
| Date | Compétition                    | Lieu              | Résultat | Épreuve         | Performance   |
| ---- | ------------------------------ | ----------------- | -------- | --------------- | ------------- |
| 1990 | Championnats d'Europe en salle | Glasgow           | 4e       | 1 500 m         | 3 min 45 s 58 |
| 1992 | Jeux olympiques d'été          | Barcelone         | 5e       | 3 000 m steeple | 8 min 16 s 60 |
| 1993 | Coupe d'Europe des nations     | Rome              | 1er      | 3 000 m steeple | 8 min 17 s 77 |
| 1993 | Championnats du monde          | Stuttgart         | 6e       | 3 000 m steeple | 8 min 15 s 33 |
| 1994 | Coupe d'Europe des nations     | Birmingham        | 2e       | 3 000 m steeple | 8 min 27 s 83 |
| 1995 | Coupe d'Europe des nations     | Villeneuve-d'Ascq | 2e       | 3 000 m steeple | 8 min 24 s 00 |
| 1995 | Championnats du monde          | Göteborg          | 4e       | 3 000 m steeple | 8 min 14 s 37 |
| 1996 | Coupe d'Europe des nations     | Madrid            | 1er      | 3 000 m steeple | 8 min 30 s 09 |
| 1996 | Jeux olympiques d'été          | Atlanta           | 6e       | 3 000 m steeple | 8 min 18 s 52 |

### Records
| Épreuve              | Performance    | Lieu     | Date         |
| -------------------- | -------------- | -------- | ------------ |
| 5 000 mètres         | 13 min 29 s 25 | Helsinki | 27 juin 1990 |
| 3 000 mètres steeple | 8 min 14 s 37  | Göteborg | 11 août 1995 |